# 冤家宜結不宜解
《冤家宜结不宜解》（英語：Till When Do Us Part）是香港電視廣播有限公司1998年拍攝製作的時裝劇集，全劇共20集，監製蕭顯輝，該劇一直被指仿製1997年草彅剛主演的日本電視劇《成田離婚》。此劇於2018年1月8日在TVB經典台重播。

## 演員表

### 成家
| 演員   | 角色   | 暱稱／關係                                                      |
| 程可為 | 石春麗 | 成達志、成達充之母 名字疑為取自電子遊戲《街頭霸王》系列角色春麗 |
| 廖啟智 | 石春樹 | 成達志、成達充之舅父 名字疑為取自日本作家村上春樹               |
| 阮兆祥 | 成達志 | 阮靜香之夫                                                      |
| 江欣燕 | 阮靜香 | 成達志之妻 名字疑為取自日本長壽動漫《多啦A夢》角色源靜香        |
| 吳啟華 | 成達充 | Jason、小朋友 律師 田美雪之夫 名字與日本漫畫家安達充相似        |
| 郭可盈 | 田美雪 | 成達充之妻 名字疑為取自安達充漫畫《美雪、美雪》                 |

### 田家
| 演員   | 角色   | 暱稱／關係                     |
| 劉 江  | 田展江 | 田美雪之父                     |
| 韓馬利 | 田 母  | 田美雪之母                     |
| 關寶慧 | 田雅惠 | 二姑娘 時裝店老闆 田美雪之姑姐 |
| 郭可盈 | 田美雪 | 参见成家                       |

### 其他演員
| 演員   | 角色   | 暱稱／關係                                                            |
| 何寶生 | 唐澤明 | Brian 律師 名字與日本演員唐澤壽明相似                                 |
| 吳美珩 | 游真琴 | Amanda 律師 成達充之前女友 名字疑為取自日劇《沙灘小子》的角色和泉真琴 |
| 韋家雄 | 常學友 | 律師行文員 辛小桃之男友                                               |
| 陳彥行 | 辛小桃 | 律師行文員 常學友之女友                                               |

## 製作與構思
編劇之一黃偉強熱愛日本文化，作品中多滲入日本元素，此劇的角色名字可反映這點。而此劇亦被認為不少情節與日劇《成田離婚》相似。